# La novena profecia
La novena profecia (títol original en rus, Девятая; transcrit com a Deviataia) és una pel·lícula de terror russa dirigida per Nikolai Khomeriki i interpretada per Ievgueni Tsiganov. La versió àmplia es va estrenar el 7 de novembre de 2019. S'ha doblat i subtitulat al català.

## Sinopsi
El Sant Petersburg a finals del segle XIX es va apoderar d'un entusiasme massiu per les ciències ocultes i l'esoterisme. La mèdium britànica Olivia Reed arriba de gira a la capital de l'Imperi Rus i reuneix multitud de persones a les seves sessions públiques. En aquest moment, una sèrie d'assassinats rituals misteriosos tenen lloc a la ciutat. Diverses nenes són segrestades als carrers i els seus cossos mutilats es troben a diversos punts de la ciutat. El jove policia Rostov i el seu ajudant Ganin s'encarreguen de la investigació. Amb cada nova víctima, el cas es fa més complicat. Rostov decideix recórrer a l'Olivia amb l'esperança que la seva capacitat real o imaginària per cridar els esperits dels morts pugui ajudar a seguir el rastre de l'assassí.